# Blechepsin
Blechepsin (en ruso: Блечепсин; en adigué: Лэшэпсын, Leshepsyn) es un aúl del raión de Koshejabl, en la república de Adiguesia, Rusia. Está situado a orillas del río Chojrak, 8,5 km al noroeste de Koshejabl y 38 km al nordeste de Maikop, la capital de la república. Tenía 3 148 habitantes en 2010
Es cabeza del municipio Blechepsinskoye.

## Historia
Fue fundado en 1868 como resultado del traslado de población cabardiana desde las tierras del curso superior del río Jodz, denominándose Blechepsin ("fuente del arce" en adigué), por una fuente que los lugareños veneraban. Entre 1925 y 1929 perteneció al raión de Natyrbovo del Óblast Autónomo Adigué.

## Nacionalidades
De los 3 029 habitantes con que contaba en 2002, el 99 % era de etnia adigué (3 000 personas). El resto de la población correspondía a la etnia rusa (16 personas, 0.5 %), a la armenia (3 personas, 0.1 %) y a la ucraniana (2 personas, 0.1 %).

## Personalidades
- Alí Koshev (1922-1971), militar soviético, Héroe de la Unión Soviética.